# هانشتدت (اولتسن)
هانشتدت (به آلمانی: Hanstedt) یک شهر در آلمان است که در Uelzen واقع شده‌است. هانشتدت ۹۸۰ نفر جمعیت دارد.